# Oxsimpa
Oxsimpa (Taurulus bubalis) hör till familjen simpor i ordningen kindpansrade fiskar. Den kallas även dvärgsimpa.

## Utseende
Likt alla simpor har oxsimpan ett stort, taggigt och knöligt huvud. Även gällocken har taggar, av vilka den övre är mycket lång. Kroppen saknar fjäll och har i stället en rad med små benknölar längs sidan. I övrigt är den slät. Endast den främre ryggfenan har taggstrålar, medan den bakre är mjukstrålig. Bukfenan har tre mjukstrålar, till skillnad från den liknande arten taggsimpa, som endast har två. Dessutom har den en taggstråle. Färgen är variabel, men vid lektiden blir hanens buk ljusröd. Den maximala längden är 25 centimeter för hona och 17,5 för hane, men den når sällan över 12 centimeter.

## Vanor
Oxsimpan lever på klippbottnar ner till 50 meters djup, sällan djupare (lägst 200 meter). Den lever av ryggradslösa bottendjur som pungräkor, märlkräftor, kräftdjur, havsborstmaskar, blötdjur och ormstjärnor samt fisk. Fisken kan avge ett knorrande läte.

### Fortplantning
Arten leker i februari till maj. Den är äggläggande, men har inre befruktning. Äggen läggs på bottnen, oftast gömda. Ynglen är däremot pelagiska.

## Utbredning
Utbredningsområdet omfattar östra Atlanten från Island, Shetlandsöarna, kuststräckan från Murmansk till Portugal samt norra Medelhavet österut till Genuabukten. Den går in i Östersjön till Åland och Finska viken.

## Ekonomisk betydelse
Oxsimpan fiskas inte. Den förekommer däremot i saltvattensakvarier.